# Adam Zyzak
Adam Zyzak (ur. 28 marca 1934 w Mysłowicach) – polski inżynier, taternik, alpinista.

## Biografia
Adam Zyzak urodził się w 1934 roku. W 1956 roku ukończył studia inżynierskie na Politechnice Śląskiej w Gliwicach. W 1970 został adiunktem Głównego Instytutu Górnictwa w Katowicach, w 1974 obronił pracę doktorską. Taternictwo uprawiał od 1953 roku. Od 1954 należy do Klubu Wysokogórskiego w Katowicach (w latach 1952–1954 w Gliwicach). Pierwszych wejść wspinaczkowych w Tatrach dokonywał w towarzystwie: Jana Majchrowicza, Wojciecha Rzeszutko i Andrzeja Pazdanowskiego (m.in. pierwsze przejście zimowe w 1956 na Żabiej Lalce). W 1959 roku uzyskał dyplom instruktora PZA. W 1960 roku razem z Tadeuszem Bartczakiem i Bogdanem Macem dokonał pierwszego polskiego zimowego przejścia Kapałkową Granią w masywie Lodowego Szczytu, w 1961 roku z Jerzym Rudnickim pierwszego zimowego przejścia środkiem zachodniej ściany Żółtego Szczytu. W 1963 wziął udział w wyprawie w Kaukaz Zachodni, gdzie wraz z Henrykiem Furmanikiem, Adamem Szczurkiem i Ryszardem Berbeką weszli na Dombai Ulgeni oraz przez sześć wierzchołków masywu Aksautów do Aksauckiej Przełęczy. W 1964 Zyzak z Ryszardem Szafirskim przeszli całą Grań Tatr w rekordowym wówczas czasie sześciu dni.
Po 1964 roku Adam Zyzak wziął udział m.in. w następujących wyprawach wysokogórskich: Alpy (1965 – Petit Dru filarem Bonattiego, 1966 – Matterhorn ścianą północną, 1967 – Eiger filarem północnym, 1969 – Nordend od północy), Pamir, Andy Peruwiańskie, Kaukaz oraz Atlas.
W latach 1966–1971 był prezesem Koła Katowickiego Klubu Wysokogórskiego. W 1971 Zyzak brał udział w Pierwszej Śląskiej Wyprawie w Andy, podczas której wraz z Adamem Bilczewskim i Zbigniewem Bojarskim zdobyli jako pierwsi Nevado Bytom ścianą południowo‐wschodnią (5108 m n.p.m., 29 lipca 1971). W 1974 wspinacz wziął udział zorganizowanej przez Henryka Furmanika wyprawie na Alaskę. Polacy zdobyli wówczas Mount McKinley, wchodząc zachodnim żebrem południowej ściany. W Górach Świętego Eliasza Zyzak zdobył wraz z Henrykiem Furmanikiem, Adamem Bilczewskim i Januszem Barankiem Mount Hubbard od strony lodowca Catedral.
W 1976 uczestniczył w polsko-peruwiańskiej wyprawie badawczej w Andy (Cordillera de Vilcanota w Peru). W 1977 zorganizował wyprawę na Nanga Parbat. Polakom nie udało się jednak zdobyć szczytu. Zyzak doszedł do wysokości 6000 m n.p.m. W 1978 wziął udział w śląskiej wyprawie „Andy Peruwiańskie 78”, zdobywając z Michałem Kuligiem i Ryszardem Pawłowskim Nevado Huandoy Este oraz Aguja Nevado Sur. W 1979 Ślązacy zdobywali Cordillerę Huayhuash. Zyzak wraz z Jerzym Dudałą, Bogdanem Berlińskim i Jackiem Wiltosińskim dokonali pierwszego polskiego wejścia na Nevado Rasac. W 1980 roku Zyzak zorganizował kolejną wyprawę do Peru, podczas której z Bogdanem Berlińskim zdobyli Nevado Huantsan Sur i Nevado Huantsan Oeste. W latach stanu wojennego, aż do 1985 roku, wspinacz prowadził szkolenia taternickie i wspinał się w Tatrach.
Chociaż nie był zaangażowany w opozycję, przywoził z zagranicznych wypraw zakazane w PRL-u książki dla siebie i innych, m.in. Dzieje Polski Krzyżanowskiego (dla Jerzego Kukuczki), Archipelag Gułag Sołżenicyna.
W 1986 roku Adam Zyzak zorganizował wyprawę w Kordylierę Białą (hiszp. Cordillera Blanca), podczas której wraz z Joachimem Przebierałą zdobył Nevado Quitaraju oraz Nevado Artesonraju granią północną. Były to pierwsze polskie wejścia na te szczyty. Po 1987 roku Zyzak wspinał się w Tatrach, Alpach i Dolomitach. W 2002 roku uczestniczył w wyprawie w Cordillera Real w Boliwii, Cordillera de Vilcanota i Cordillera de Vilcabamba w Peru.
W latach 1961–1997 Adam Zyzak szkolił żołnierzy Brygady Powietrzno‐Desantowej w zakresie wspinaczki wysokogórskiej.
Wspinacz został upamiętniony:
- drogą wspinaczkową na Turni Cyklopa na Wyżynie Krakowsko-Częstochowskiej – Droga Zyzaka[8]
- drogą wspinaczkową na Małym Koprowym Szczycie w słowackiej części Tatr Wysokich – Droga Zyzaka[9][10]

Od 2004 roku jest honorowym członkiem Klubu Wysokogórskiego PZA.

## Życie prywatne
Adam Zyzak mieszka na Osiedlu Ptasim w Katowicach.

## Publikacje

### Zawodowe
- 1963 – Badanie prototypów wentylatorów głównego przewietrzania kopalń na stacji prób GIG, Katowice, Wydawnictwo Naukowe „Śląsk”
- 1974 – Wpływ składu ziarnowego składnika stałego na zjawisko przepływu solgazu: autoreferat pracy doktorskiej, Katowice, Główny Instytut Górnictwa
- 1975 – O aerodynamicznym oddziaływaniu wzajemnym ziarn podczas transportu pneumatycznego (Prace Głównego Instytutu Górnictwa. Seria Dodatkowa), Katowice, MGiE

### Literatura górska
- 1974 – Śląska wyprawa Alaska – 74, Chorzów, Komitet Organizacyjny Śląskiej Wyprawy – Alaska 74 (współautor)
- 1975 – Wyprawa w góry Alaski i Yukonu. „Taternik”. 3, s. 107–112, 1975. Warszawa: Polski Związek Alpinizmu. ISSN 0137-3155. [dostęp 2023-05-10]. (pol.).
- 1975 – Mount Logan zdegradowany. „Taternik”. 3, s. 114–11, 1975. [dostęp 2023-05-10]. (pol.).
- 1979 – W Andach Peruwiańskich. „Taternik”. 1, s. 24–25, 1979. [dostęp 2023-05-10]. (pol.).
- 1981 – Katowicka wyprawa „Peru 1980”. „Taternik”. 1, s. 20–21, 1981. [dostęp 2023-05-11].
- 1985 – W górach wysokich: kompendium polskich wypraw wysokogórskich, Warszawa, Wiedza Powszechna (współautor)
- 1986 – Katowiczanie w Andach. „Taternik”. 2, s. 90, 1986. [dostęp 2023-05-11].
- 1988 – Osiągnięcia sportowe polskich wypraw andynistycznych. „Wierchy”. 53, s. 144–156, 1988. PTTK. ISSN 0137-6829.
- 1989 – 7 Jaworowych Rygli, Jaworowych Zim, Wspaniałych. „Optymista”. 5, 1989. Katowice: Klub Wysokogórski. ISSN 0860-9829.brak numeru strony
- 1990 – Odkrycie skałek. „Optymista”. 7, 1990.brak numeru strony

## Nagrody i odznaczenia
- Odznaka XXV‐lecia (za zasługi położone na polu krzewienia kultury fizycznej, sportu i turystyki na terenie województwa katowickiego)[5]
- 1970 – Puchar Ministra Spraw Zagranicznych za rozsławienie imienia PRL za granicą[5]
- 1972 – Srebrny Medal za wybitne osiągnięcia sportowe (przewodniczący MKKFiT)[5]